# Авария Boeing 737 на Окинаве
Авария Boeing 737 на Окинаве — авиационная авария, произошедшая в понедельник 20 августа 2007 года. Авиалайнер Boeing 737-809 авиакомпании China Airlines совершал плановый рейс CI 120 (позывной — Dynasty 120) по маршруту Тайбэй — Наха, но после приземления в пункте назначения при рулении к гейту аэропорта Наха у него загорелся двигатель № 2. Началась экстренная эвакуация, которая длилась 6 минут; после того, как эвакуировались последние пассажиры, самолёт взорвался и разрушился. Огонь был быстро локализован. Все находившиеся на борту самолёта 165 человек (157 пассажиров и 8 членов экипажа) выжили, 4 человека получили ранения.

## Самолёт
Boeing 737-809 (регистрационный номер B-18616, заводской 30175, серийный 1182) был выпущен в 2002 году (первый полёт совершил 11 июля). 26 июля того же года был передан авиакомпании China Airlines. Оснащён двумя двухконтурными турбовентиляторными двигателями CFM International CFM56-7B26. На день аварии налетал 13 664 часа.

## Экипаж и пассажиры
Самолётом управлял опытный экипаж, состав которого был таким:
- Командир воздушного судна (КВС) — 47-летний Ю Чинку (англ. Yu Chien-kuo, кит. 余建国). Опытный пилот, в должности командира Boeing 737-800 — с 17 июня 2006 года. Налетал 7941 час, 3823 из них на Boeing 737-800.
- Второй пилот — 26-летний Ценг Тавэй (англ. Tseng Ta-wei, кит. 曾大为). Опытный пилот, в должности второго пилота Boeing 737-800 — с 12 марта 2007 года. Налетал свыше 890 часов, 182 из них на Boeing 737-800.

В салоне самолёта работали 6 бортпроводников.
| Гражданство          | Пассажиры | Экипаж | Всего |
| -------------------- | --------- | ------ | ----- |
| Китайская Республика | 110       | 7      | 117   |
| Япония               | 23        | 1      | 24    |
| Гонконг              | 6         | 0      | 6     |
| Россия               | 5         | 0      | 5     |
| США                  | 4         | 0      | 4     |
| Филиппины            | 3         | 0      | 3     |
| Франция              | 3         | 0      | 3     |
| Германия             | 2         | 0      | 2     |
| Индия                | 2         | 0      | 2     |
| Мексика              | 1         | 0      | 1     |
| Канада               | 1         | 0      | 1     |
| Великобритания       | 1         | 0      | 1     |
| Австралия            | 1         | 0      | 1     |
| Италия               | 1         | 0      | 1     |
| Бразилия             | 1         | 0      | 1     |
| Бельгия              | 1         | 0      | 1     |
| Швейцария            | 1         | 0      | 1     |
| Китай                | 1         | 0      | 1     |
| Республика Корея     | 1         | 0      | 1     |
| Всего                | 157       | 8      | 165   |

Всего на борту самолёта находились 165 человек — 8 членов экипажа и 157 пассажиров.

## Хронология событий
Boeing 737-809 борт B-18616 приземлился на Окинаве в 10:26 JST и начал руление к аэропорту Наха.
В 10:33, после того, как лайнер остановился в 4 метрах от гейта, пассажиры, сидевшие в салоне в области крыльев, увидели, что у самолёта внезапно вспыхнули правое крыло и двигатель № 2 (правый). Чёрный дым начал проникать в салон; у пилотов в кабине загорелась лампочка «Пожар двигателя № 2».
Бортпроводники быстро открыли аварийные выходы, выпустились надувные трапы и пассажиры быстро покинули самолёт; оба пилота покинули лайнер последними, выбравшись через форточку в кабине (огонь к этому времени охватил половину фюзеляжа самолёта).
Эвакуация длилась всего 6 минут, после этого лайнер взорвался и разрушился. Никто из находившихся на его борту 165 человек не погиб, но 4 человека получили ранения — 2 пассажира, 1 стюардесса и 1 работник аэропорта Наха.
Последовательность событий
Пожар двигателя № 2 был замечен в 10:33, через 6 минут после приземления.
- 10:33:58 — авиадиспетчеры сообщили о пожаре в пожарную станцию аэропорта Наха.
- 10:35 — к месту аварии выехали две пожарные машины аэропорта (№ 6 и 7).
- 10:36 — на самолёте произошёл первый взрыв. Второй пилот, покидавший самолёт через форточку в кабине, выпал из неё и упал на землю, но не пострадал.
- 10:38:25 — первая пожарная машина (№ 6) прибыла на место аварии и приступила к тушению фюзеляжа.
- 10:39 — на место аварии прибыла вторая пожарная машина (№ 7) и также приступила к тушению.
- 10:39:30 — после того, как КВС покинул самолёт последним, произошло ещё два взрыва (взорвались топливные баки) и самолёт разрушился.

## Расследование
Расследование причин аварии рейса CI 120 проводил Японский совет по безопасности на транспорте (JTSB).
Окончательный отчёт расследования был опубликован 21 августа 2009 года.
Согласно отчёту, причиной аварии стало неправильное техобслуживание предкрылка правого крыла в Тайбэе за несколько недель до аварии.
По предписанию компании «Boeing» проводилось исправление фиксирующего устройства на рельсе предкрылка. Оно включало фиксацию с помощью клея (во избежание частых самосвинчиваний) гайки на крепёжном болте устройства. Обслуживание проводилось в стеснённых условиях и без возможности зрительного контроля. Вопреки обычной практике конструирования, в данном месте технологически важно наличие шайбы, без неё болт может легко выпасть из рельса и остаться в «стакане», куда весьма плотно задвигается рельс предкрылка. «Стакан» располагается внутри топливного бака в крыле.
При ремонте в Тайбэе шайба выпала, болт оказался не закреплен, и при посадке на Окинаве в день аварии он выпал в «стакан». Предкрылок задвинулся мощной гидравликой уже при пробеге по ВПП, рельс вдавил болт в стенку топливного бака, и авиатопливо начало заполнять пространство внутри предкрылка. Пока самолёт двигался к аэропорту Наха, струи авиатоплива из щели предкрылка не попадали на раскалённое до 1100 °C сопло двигателя №2, а после остановки они попали на двигатель и начался пожар.

## Последствия
Компания «Boeing» провела срочную проверку всех самолётов Boeing 737-800 в мире и в одних только США нашлось более 20 потенциальных жертв обнаруженного недостатка. Впоследствии фиксирующее устройство на всех самолётах было переконструировано.

## Культурные аспекты
Авария рейса 120 China Airlines показана в 16 сезоне канадского документального телесериала Расследования авиакатастроф в эпизоде Деталь ценой в жизнь.